# Mașcăuți
Mașcăuți è un comune della Moldavia situato nel distretto di Criuleni di 4 103 abitanti al censimento del 2004